# الطريق 181 (فلم فلسطيني)
الطريق 181هو فيلم وثائقي فلسطيني انتج في عام 2003، يعود عنوان الفيلم لقرار رقم 181 للأمم المتحدة في عام 1947. الفيلم هو عمل مشترك لمخرجان ميشيل خليفي، وايال سيفان. الفيلم مكون من ثلاثة أجزاء مدتها أربع ساعات ونصف. يجري المخرجان مقابلات على الشريط الحدودي حسب قرار التقسيم بموجب قرار 181، يتحدث الفيلم عن أحداث النكبة في عام 1948،  يتوقف الفيلم في ثلاثة محطات، أولها من اسدود حتى غزة، من اللد حتى القدس، ومن روش هاعين قرب جدار الفصل العنصري وحتى الحدود الشمالية مع لبنان. يجري المخرجان لقاءات مع فلسطينيين وإسرائيليين منهم جنود، مقاتلين سابقين في العصابات الصهيونية، ومواطنين. تجري المقابلات بدون تخطيط سابق وبالمصادفة، يدلي هؤلاء بشهاداتهم للأحداث في النكبة وما شاركوا به من تطهير عرقي.

## الجوائز
حاز الفيلم على جائزة في مهرجان الأفلام العالمي لحقوق الإنسان في باريس (2004)